# Бюсе-ан-От
Бюсе́-ан-От (фр. Bucey-en-Othe) — коммуна во Франции, находится в регионе Шампань — Арденны. Департамент — Об. Входит в состав кантона Эстиссак. Округ коммуны — Труа.
Код INSEE коммуны — 10066.
Коммуна расположена приблизительно в 130 км к юго-востоку от Парижа, в 90 км юго-западнее Шалон-ан-Шампани, в 17 км к западу от Труа.

## Население
Население коммуны на 2008 год составляло 426 человек.
| 1962 | 1968 | 1975 | 1982 | 1990 | 1999 | 2008 |
| ---- | ---- | ---- | ---- | ---- | ---- | ---- |
| 175  | 224  | 221  | 317  | 341  | 341  | 426  |

## Администрация
| Период | Период | Фамилия         | Партия | Примечания |
| ------ | ------ | --------------- | ------ | ---------- |
| 2007   | 2012   | Валери Прюнье   |        |            |
| 2012   | 2014   | Паскаль Деруссо |        |            |

## Экономика
В 2007 году среди 283 человек в трудоспособном возрасте (15—64 лет) 223 были экономически активными, 60 — неактивными (показатель активности — 78,8 %, в 1999 году было 77,6 %). Из 223 активных работали 206 человек (111 мужчин и 95 женщин), безработных было 17 (9 мужчин и 8 женщин). Среди 60 неактивных 18 человек были учениками или студентами, 30 — пенсионерами, 12 были неактивными по другим причинам.

## Достопримечательности
- Замок Бюсе-ан-От (XVI век). Памятник истории с 2005 года[3]

## Фотогалерея

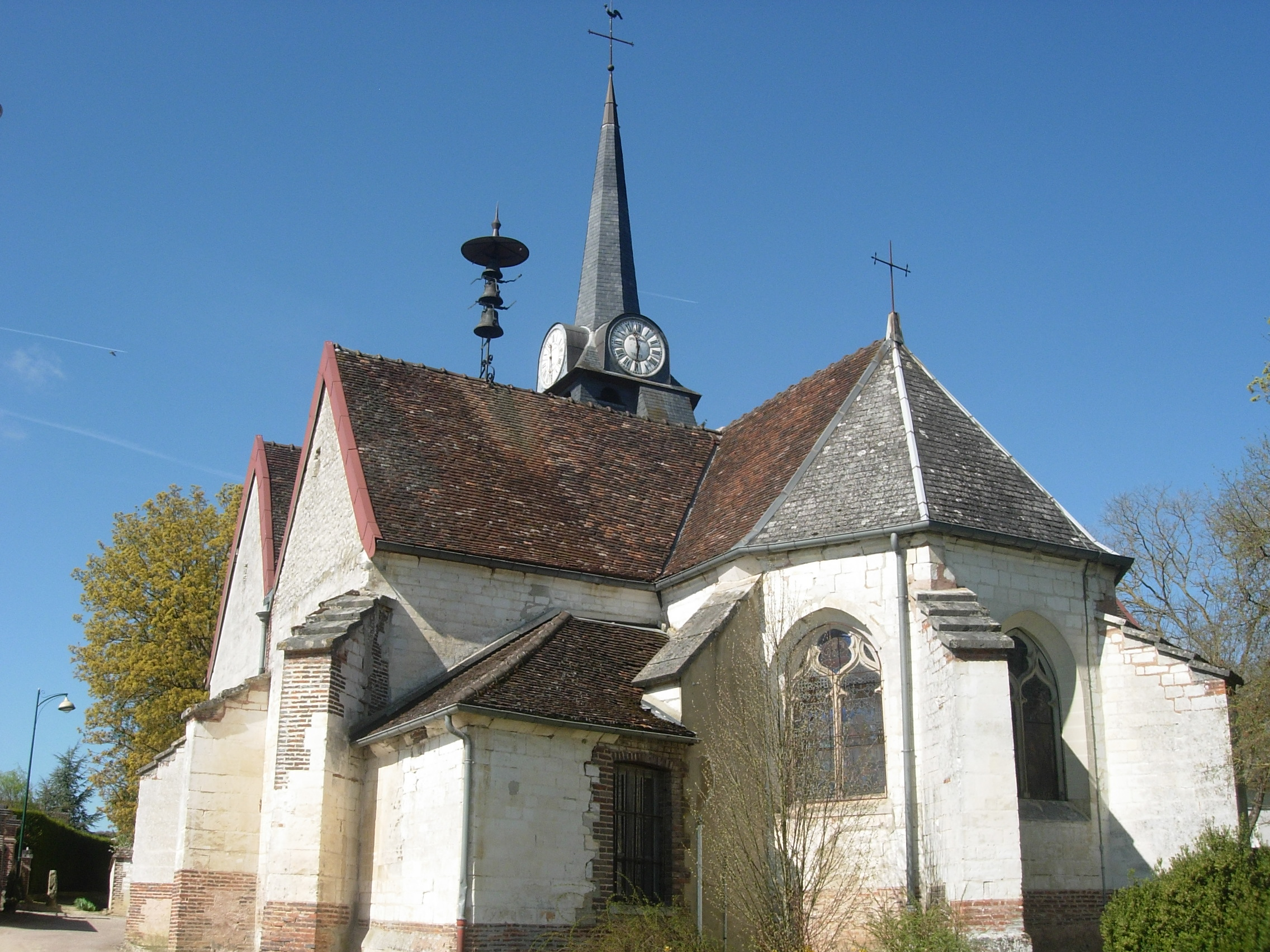
Церковь
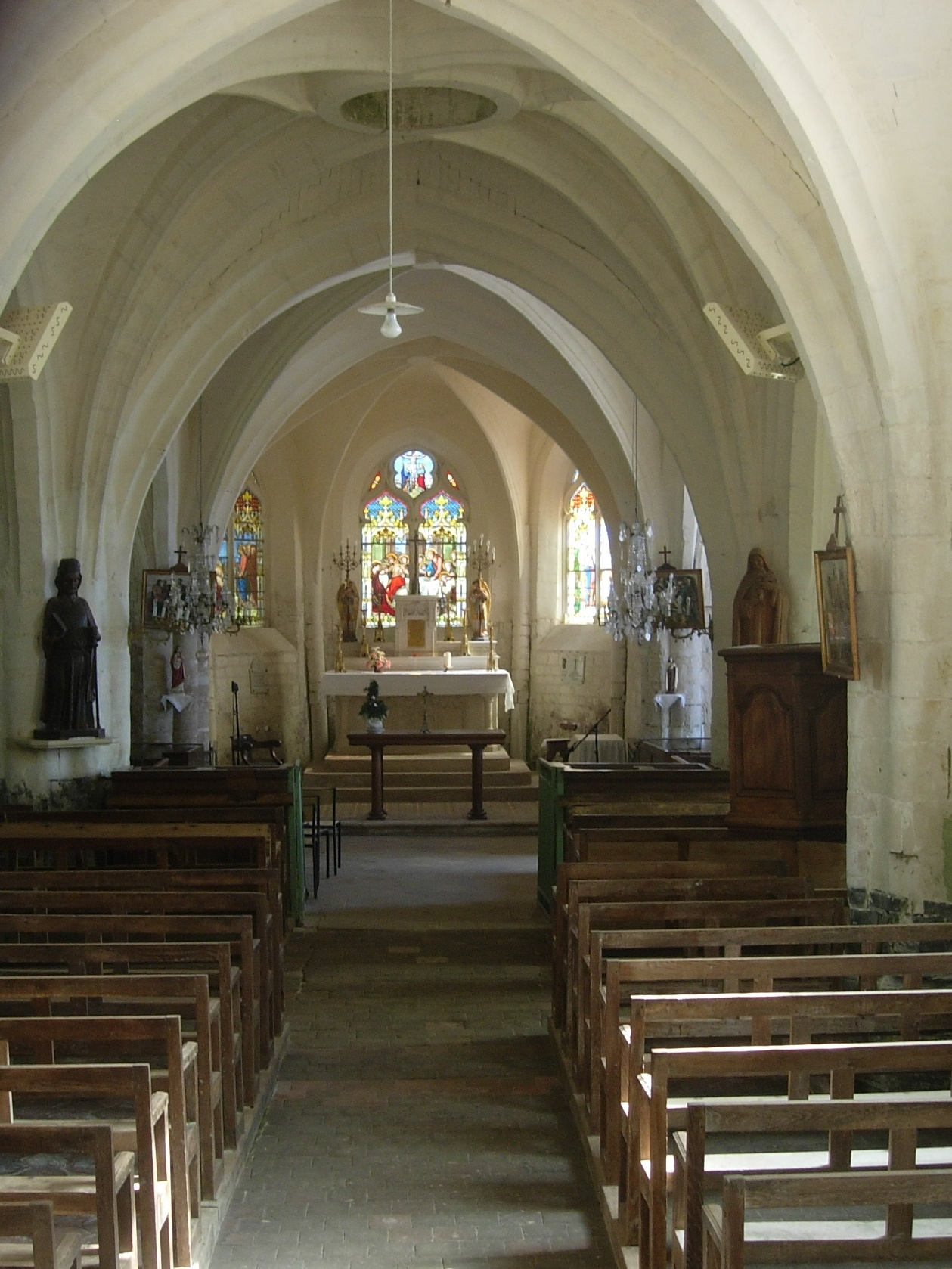
Интерьер церкви
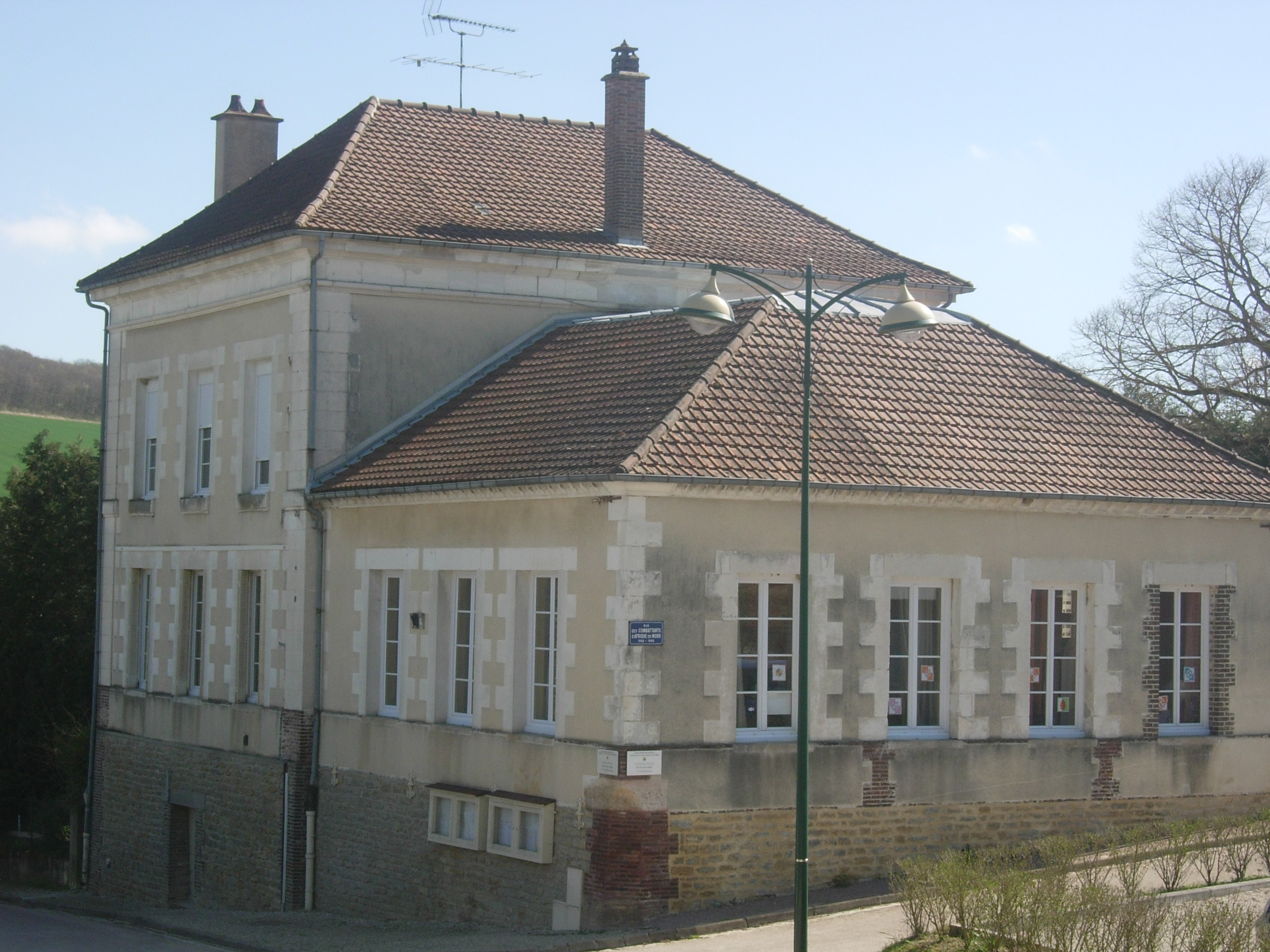
Мэрия
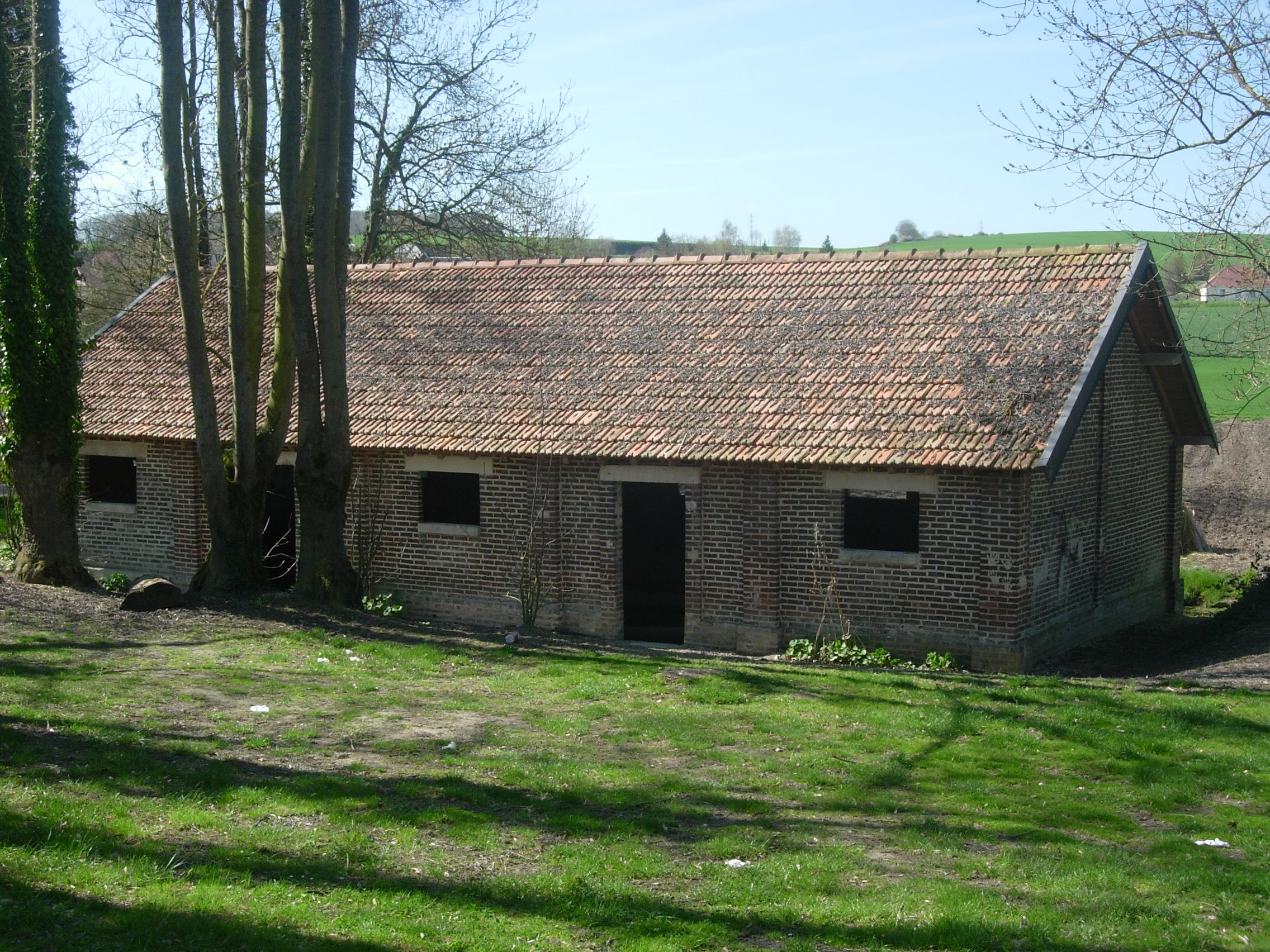
Прачечная